# قرار مجلس الأمن التابع للأمم المتحدة رقم 2393
قرار مجلس الأمن التابع للأمم المتحدة رقم 2393، المعتمد في 19 كانون الأول/ ديسمبر 2017.

## القرار
كرر مجلس الأمن مطالبته لجميع الأطراف، وخاصة السلطات السورية، بالامتثال فورا لالتزاماتها بموجب القانون الدولي. وأشار القرار إلى أن بعض الانتهاكات والتجاوزات التي ارتكبت في سوريا قد تصل إلى مستوى جرائم الحرب والجرائم ضد الإنسانية.
وطلب القرار من الأمين العام إجراء استعراض مستقل، في غضون ستة أشهر، للعمليات الإنسانية التي تقوم بها الأمم المتحدة عبر الحدود وأن يتضمن الاستعراض توصيات بشأن سبل زيادة تعزيز آلية الأمم المتحدة للرصد ويأخذ بعين الاعتبار آراء الأطراف المعنية بما فيها السلطات السورية والبلدان المعنية المجاورة والوكالات الإنسانية.
وكرر القرار التأكيد على أن تدهور الأوضاع سيتواصل ويتفاقم ما لم يتم التوصل إلى حل سياسي للنزاع السوري. وأشار إلى مطالبته بالتنفيذ الكامل والفوري للقرار 2254 من أجل تيسير إجراء الانتقال السياسي بقيادة سورية في ظل عملية يمتلك زمامها السوريون وفقا لبيان جنيف.
امتنعت الصين وبوليفيا وروسيا عن التصويت. وقال المندوب الصيني إن العمليات عبر الحدود يجب أن تحترم سيادة سوريا وأن تعاونها الكامل مطلوب. وفقا للصين، هناك حاجة إلى مزيد من الوقت للتوصل إلى توافق في الآراء بشأن النص.